# Fort de Vézelois

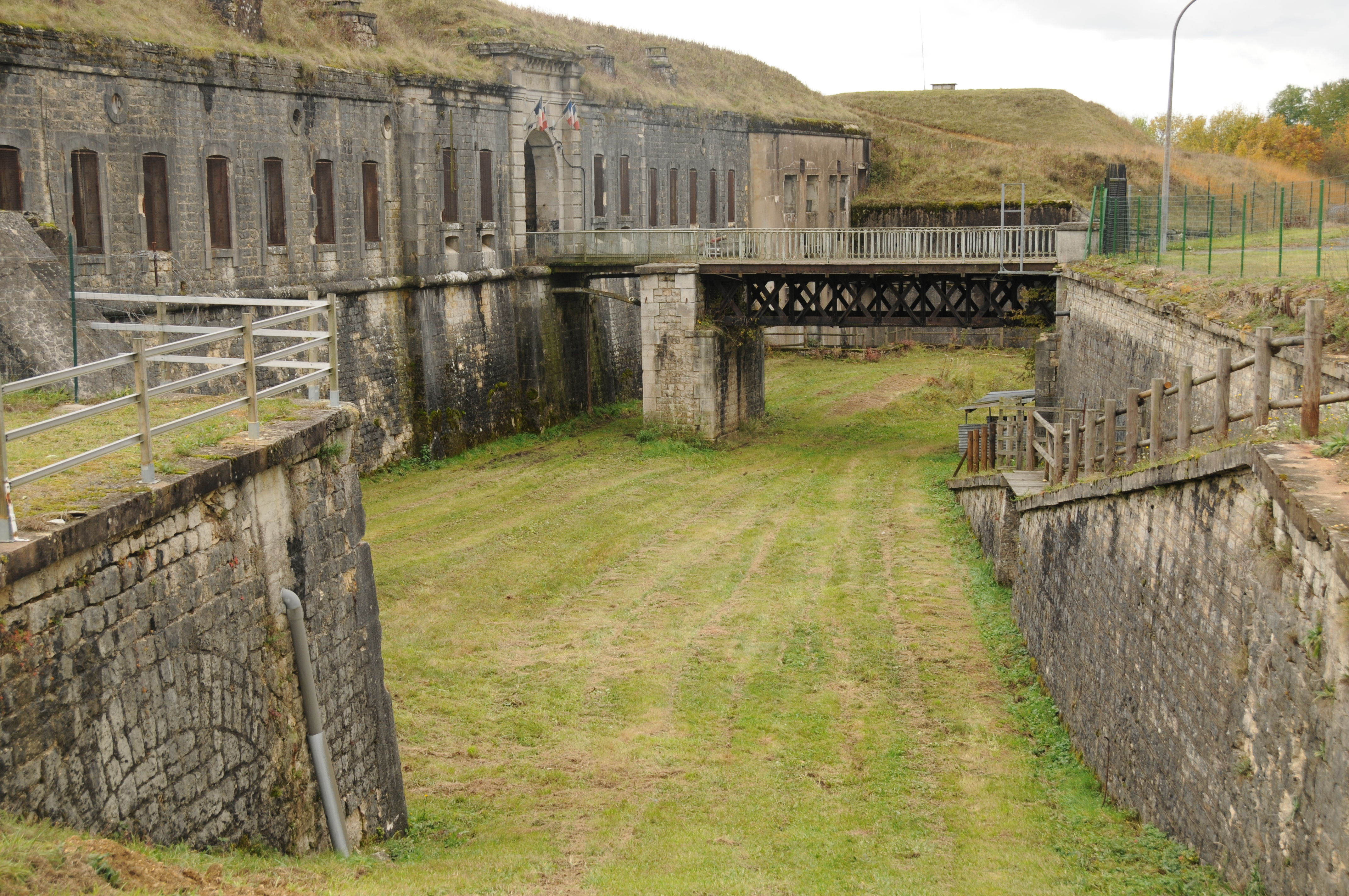
Kehlgraben mit abwerfbarer Brücke, 2009

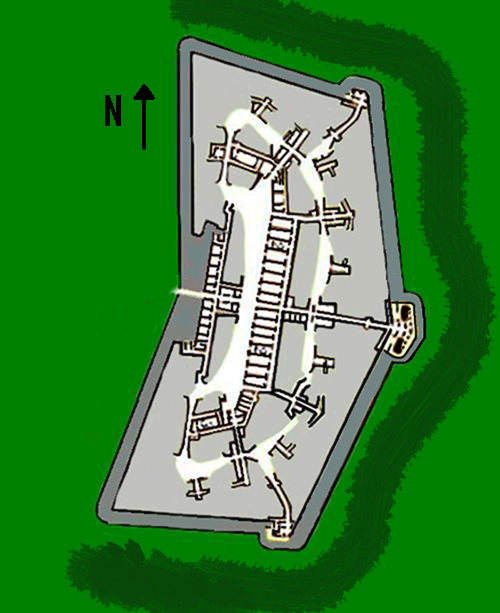
Plan des Fort Vézelois (Baugleich mit dem Fort du Bois d’Oye)

Das Fort de Vézelois (zeitweilig Fort Ordener) war Teil der in Frankreich befindlichen Gürtelfestung Fester Platz Belfort und wurde in den Jahren zwischen 1883 und 1886 erbaut. Es befindet sich im Osten der Festung auf einer Höhe von 390 Metern über NN und liegt auf dem Gebiet der Gemeinden Meroux und Vézelois.

## Benennung
Kurzzeitig war es nach Général Michel Ordener benannt. Per Präsidialdekret vom 21. Januar 1887 setzte der Kriegsminister Georges Boulanger um, dass alle Forts, befestigte Artillerieanlagen und Kasernen des Système Séré de Rivières die Namen von ehemaligen Militärkommandanten zu tragen haben.  Am 13. Oktober 1887 wurde das vom Nachfolger Boulangers, Théophile Ferron, rückgängig gemacht und das Fort erhielt seinen jetzigen Namen zugeteilt. Nichtsdestoweniger führt es über dem Haupteingang weiterhin die Bezeichnung „Fort Ordener“ wie einige andere, bei denen der „nom de Boulanger“ nicht entfernt wurde.

## Beschreibung
Es handelte sich hierbei um ein sogenanntes Zwischenwerk (Ouvrage), das nach den Richtlinien des Système Séré de Rivières konstruiert war. Im Jahre 1893 wurde es, wie eine Anzahl anderer Forts im Bereich Belfort an eine strategische Eisenbahnlinie (eine sog. Ringbahn – „Chemin de fer militaire stratetique“) mit einer Spurweite von 60 cm angeschlossen.
Das Fort hatte die Aufgabe, die Verbindungen nach Delémont und nach Basel zu kontrollieren und gegebenenfalls abzuriegeln. Es sperrte weiterhin die Linie Bois d’Oye–Bessoncourt und sicherte die Verteidigung der Zwischenräume zusammen mit dem Fort du Bois d’Oye, Fort de Bessoncourt und der Ouvrage de Chèvremont. Sein Bauplan und die Architektur lassen die nahe Verwandtschaft zum „Fort de Bessoncourt“ erkennen. Es war in keinerlei Kampfhandlungen verwickelt.

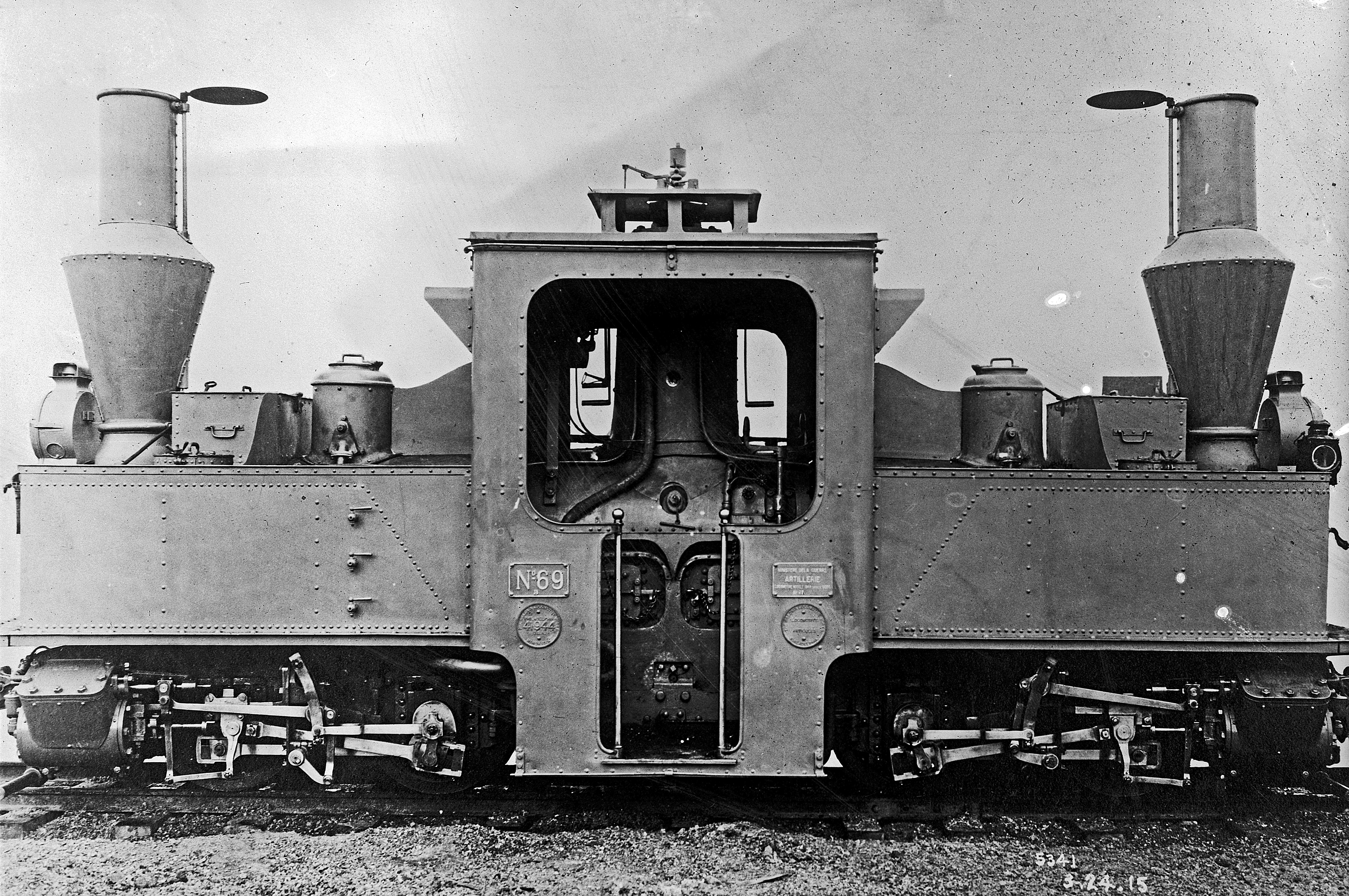
Lokomotive „Système Péchot“ der Festungsringbahn von Belfort

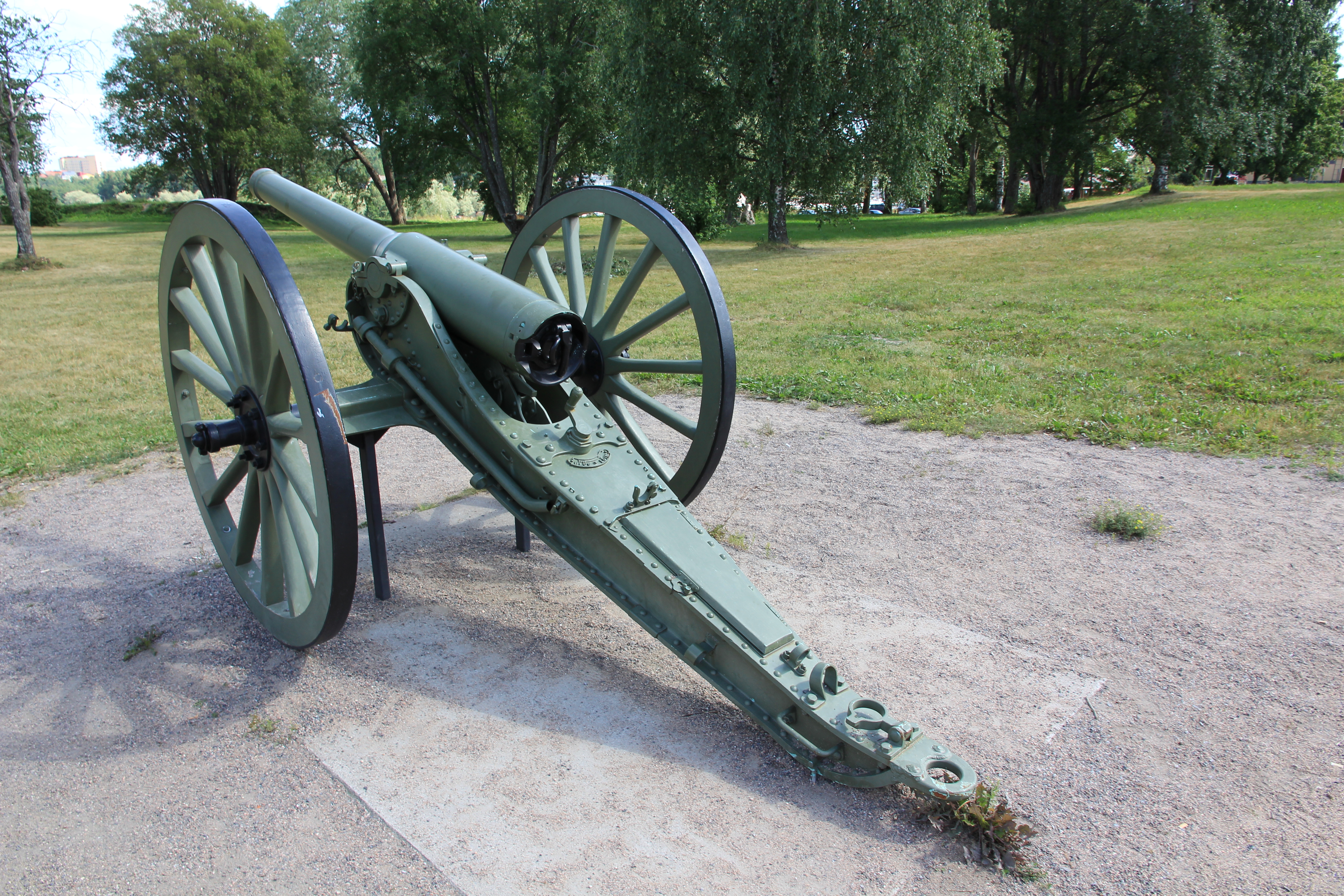
Canon de 90

## Allgemeine Daten
- Besatzungsstärke: 10 Offiziere, 566 Unteroffiziere und Mannschaften
- Kapazität des Pulvermagazins: 94 Tonnen Schwarzpulver
- Kartuschenmagazin: 1
- Pulverlaboratorium: nein
- Bäckerei: 2 Backöfen „Lemoureux“ zu je 250 Portionen täglich
- Wasserversorgung: 2 Brunnen und zwei Zisternen zu je 183 m³
- Haupteingang: Gesichert durch abwerfbare Brücke
- Lichtsignalstation: nein
- Elektrischer Telegraph: Verbindung zu den anderen Werken
- Unterkunft in der Friedenskaserne: 268 Schlafplätze (1914)
- Unterkunft in den geschützten Räumen: 549 Schlafplätze, 78 Sitzplätze (1914)

### Geplante Modernisierung gemäß dem Projekt 1900
- Ersatz der drei Frontgrabenkaponnieren durch drei Kehlkoffer in der Contrescarpe. Einbau eines Geschützturms mit einer 75-mm-Kanone und eines gepanzerten Beobachtungsstandes.
- Umbau der Parapets und Bau einer Zwischenraumstreiche (Casemate de Bourges) bestückt mit zwei Kanonen Canon Lahitolle de 95 mm

Zusätzlich für 1907 vorgesehen:
- Einbau von drei Maschinengewehrtürmen und einem gepanzerten Beobachtungsstand (Observatoire cuirassé)

Für nach 1908 angedachte Verstärkungen des Forts wurden in die Planungen nicht aufgenommen.
Die Gesamtkosten für die geplanten Arbeiten waren auf 814.000 Goldfrancs veranschlagt.

### Tatsächlich durchgeführte Modernisierungen
- 1888–1889: Bau von betonierten Schutzräumen (Casernement bétonné) für 204 Mann
- 1909–1912: Verstärkungen der Galerien, des Pulvermagazins und einer Zisterne. Bau der Zwischenraumstreiche mit Schussfeld nach dem „Fort du Bois d’Oye“ und Ersatz der drei Frontgrabenkaponnieren durch drei Kehlkoffer in der Contrescarpe
- 1910–1911: Einbau von zwei gepanzerten Beobachtungsständen und eines Geschützturms mit einer 75-mm-Kanone. Diese war am 13. Oktober 1911 einsatzbereit.
- 1911–1912: Einbau von zwei Maschinengewehrtürmen, die am 18. April 1912 einsatzbereit waren.
- 1913–1914: Anschluss an das kommunale Stromnetz, Ausstattung mit elektrischer Beleuchtung, Bau eines Kraftwerks mit zwei Antriebsmotoren und zwei elektrischen Generatoren.

## Bewaffnung

### 1886
| Auf den Wällen | Unter Panzerschutz | Grabenwehren                                                                          |
| --- | ------------------ | ------------------------------------------------------------------------------------- |
| 2 × Geschütze „Canon de 155 mm L“ 5 × Geschütze „Canon de 120 mm L modèle 1878“ 4 × Geschütze „Canon Lahitolle de 95 mm“ 2 × Mörser „Mortier de 220 mm modèle 1880“ 1 × Mörser „Mortier lisse de 32“ (320 mm) |                    | 6 × Canon revolver de 40 mm modèle 1879 (40 mm) 6 × Geschütze „Canon Reffye de 85 mm“ |
| Geschütze gesamt: 28 |                    |                                                                                       |

### 1903
| Auf den Wällen                                                                        | Unter Panzerschutz | Grabenwehren                                                                                    |
| ------------------------------------------------------------------------------------- | ------------------ | ----------------------------------------------------------------------------------------------- |
| 13 × Geschütze „Canon de 90 mm modèle 1877“ 1 × Mörser „Mortier lisse de 32“ (320 mm) |                    | 6 × Canon revolver de 40 mm modèle 1879 (40 mm) 6 × Geschütze „Canon 12 de culasse modèle 1884“ |
| Geschütze gesamt: 26                                                                  |                    |                                                                                                 |

### 1906
| Auf den Wällen                                                                 | Unter Panzerschutz | Grabenwehren                                                                                    |
| ------------------------------------------------------------------------------ | ------------------ | ----------------------------------------------------------------------------------------------- |
| 13 × Geschütze „Canon de 90“ (90 mm) 1 × Mörser „Mortier lisse de 32“ (320 mm) |                    | 6 × Canon revolver de 40 mm modèle 1879 (40 mm) 6 × Geschütze „Canon 12 de culasse modèle 1884“ |
| Geschütze gesamt: 26                                                           |                    |                                                                                                 |

### 1907
| Auf den Wällen                                                                 | Unter Panzerschutz | Grabenwehren                                                                                    |
| ------------------------------------------------------------------------------ | ------------------ | ----------------------------------------------------------------------------------------------- |
| 11 × Geschütze „Canon de 90“ (90 mm) 1 × Mörser „Mortier lisse de 32“ (320 mm) |                    | 6 × Canon revolver de 40 mm modèle 1879 (40 mm) 6 × Geschütze „Canon 12 de culasse modèle 1884“ |
| Geschütze gesamt: 24                                                           |                    |                                                                                                 |

### 1912
| Auf den Wällen | Unter Panzerschutz | Grabenwehren                                                                                    |
| --- | --- | ----------------------------------------------------------------------------------------------- |
| 11 × Geschütze „Canon de 90“ (90 mm) (Reserve) 2 × Mörser „Mortier de 220 mm modèle 1880“ 2 × Mörser „Mortier lisse de 32“ (320 mm) | 2 × Gepanzerte Maschinengewehrtürme modèle 1899 1 × Panzerturm (System Galopin) mit zwei Kanonen 75 R05 (75 mm) 2 × Gepanzerte Beobachtungstürme 1 × Zwischenraumstreiche mit zwei Geschützen „Canon de 90“ | 6 × Canon revolver de 40 mm modèle 1879 (40 mm) 6 × Geschütze „Canon 12 de culasse modèle 1884“ |
| Geschütze gesamt: 30 | |                                                                                                 |

### 1914
| Auf den Wällen | Unter Panzerschutz | Grabenwehren                                                                                    |
| --- | --- | ----------------------------------------------------------------------------------------------- |
| 13 × Geschütze „Canon de 90“ (90 mm) (Reserve) 2 × Mörser „Mortier de 220 mm modèle 1880“ 2 × Mörser „Mortier lisse de 32“ (320 mm) 1 × Maschinengewehrabteilung | 2 × Maschinengewehrtürme 1 × „Tourelle de 75 mm R modèle 1905“ 2 × Gepanzerte Beobachtungstürme 1 × Zwischenraumstreiche mit zwei Geschützen „Canon de 90“ | 6 × Canon revolver de 40 mm modèle 1879 (40 mm) 6 × Geschütze „Canon 12 de culasse modèle 1884“ |
| Geschütze gesamt: 32 | |                                                                                                 |

Während des Zweiten Weltkrieges wurden die Panzerteile von der deutschen Organisation Todt entfernt und der Stahlgewinnung zugeführt. Die betonierten Unterstände wurden als Munitionsmagazin genutzt. Als die französische Armee das Fort nach dem Kriegsende wieder in Besitz nahm, nutzte sie es ebenfalls als Munitionsdepot, bis es in den 1990er-Jahren aufgegeben wurde. Das Fort befindet sich heute in einem guten Zustand und wird von einem Verein betreut, der Besichtigungen in den Sommermonaten möglich macht.